# 黎比寧
黎比寧（1943/44年—2009年10月28日），又作倪庇寧，加拿大政治人物，1996年-2005年間以卑詩自由黨黨員身份擔任卑詩省議會西溫哥華—加里波第選區議員，期間曾在省長金寶爾內閣中出任社區憲章省務廳長。

## 生平
黎比寧生於荷蘭阿姆斯特丹，1977年聯同原居瑞典的伴侶揚·霍爾姆貝里（Jan Holmberg）遷居加拿大，兩人於溫哥華市中心營運三文治店，後則出售該店並於1979年改居威士拿，在當地營運數間零售商店。有感威士拿經濟過於倚賴冬季活動，黎比寧決意從政，1986年當選威士拿地區議員並於1988年連任，1990年則改為競逐威士拿長官職務並告當選，1993年連任長官。他亦曾任海天地域經濟發展委員會主席，以及威士拿渡假區協會理事。
1996年省選，他代表卑詩自由黨贏取省議會西溫哥華—加里波第選區議席，首度出任省議員，並於自由黨在野期間出任官方反對黨城鎮事務、林木、和就業及投資評議員。他於2001年省選連任該區省議員，自由黨則贏取多數政府上台執政。同年6月他獲省長金寶爾委派入閣，出任社區憲章省務廳長，任內負責籌備立法制定卑詩省社區憲章，以求給予省內地區政府更多權力和彈性。他亦協助溫哥華及威士拿申辦2010年冬季奧運會。
卑詩省於2003年7月允許同性婚姻，黎比寧則於同年11月15日與霍爾姆貝里結婚，成為加拿大首名與同性伴侶結婚的在任內閣廳長。兩人婚事於2004年1月對外公布，而黎比寧則於翌日被撤掉內閣職務。省府表示該項內閣調動並非針對黎比寧的性取向或婚事，公布時間純屬巧合（黎比寧剛從政時已公布同性戀身份）。
他未有於2005年省選尋求連任，卸任省議員後於同年11月地方選舉中再度競選威士拿長官，但敗予肯·梅拉梅德。2008年他確患大腸癌，2009年10月28日不敵癌魔在溫哥華去世，享年65歲。